# Il cammino dell'età (album Gigi D'Alessio)
Il cammino dell'età è il nono album in studio del cantautore italiano Gigi D'Alessio, pubblicato il 21 febbraio 2001 dalla RCA Records.

## Descrizione
Il disco si compone di dodici brani, tra cui il singolo di lancio Tu che ne sai, presentato al Festival di Sanremo 2001 e classificatosi ottavo.

## Tracce

### Edizione italiana
Testi di Vincenzo D'Agostino, musiche di Gigi D'Alessio, eccetto dove indicato.
1. Il cammino dell'età – 4:22
2. Insieme a lei – 5:19
3. Bum bum – 4:04
4. Tu che ne sai – 4:36
5. Non andare via da me – 4:26
6. Una donna dentro te – 4:30
7. Parlammene dimane – 4:33
8. Mon Amour – 3:58
9. Tatta tara tatà – 4:32
10. Il primo amore non si scorda mai – 4:09
11. 100 ragazze – 3:57
12. Verrà il tempo – 4:05 (Mariella Nava)

### Edizione spagnola
1. Dònde estàs – 4:19
2. El camino de la edad – 4:13
3. No le diràs – 4:04
4. Boom Boom – 4:02
5. No olvidas nunca tu primer amor – 4:27
6. Junto a ella – 5:17
7. Alla faccias del bicarbonatos di sodios – 6:18
8. Mon amour, mon amour – 3:58
9. El corazon – 4:19
10. Tu que sabràs – 4:36
11. No te iràs asì de mi – 4:28
12. Lo que queda en dos amores – 4:48

Traccia bonus
1. Tu che ne sai – 10:26 – contiene la traccia fantasma Weppale

## Formazione
- Gigi D'Alessio – voce
- Phil Palmer – chitarra acustica, chitarra elettrica
- Maurizio Fiordiliso – chitarra acustica, oud, chitarra elettrica
- Cesare Chiodo – basso
- Alfredo Golino – batteria
- Los Farias – chitarra classica, cori
- Rosario Jermano – percussioni
- Roberto D'Aquino – basso
- Adriano Pennino – tastiera, programmazione, pianoforte, organo Hammond
- Erasmo Petringa – contrabbasso
- Michael Applebaum – tromba
- Marco Sannino – tromba
- Roberto Schiano – trombone
- Mario Corvini – trombone
- Annibale Guarino – sax
- Eric Daniel – sax
- Giuseppe Milici – armonica
- Enzo Campagnoli – oboe, corno inglese
- Sabrina Guida – cori
- Valeria Guida – cori
- Antonio Carbone – cori

## Classifiche

### Classifiche settimanali
| Classifica (2001) | Posizione massima |
| ----------------- | ----------------- |
| Italia            | 1                 |
| Svizzera          | 15                |

### Classifiche di fine anno
| Classifica (2001) | Posizione |
| ----------------- | --------- |
| Italia            | 8         |